# La Godefroy
La Godefroy is een gemeente in het Franse departement Manche (regio Normandië) en telt 155 inwoners (1999). De plaats maakt deel uit van het arrondissement Avranches.

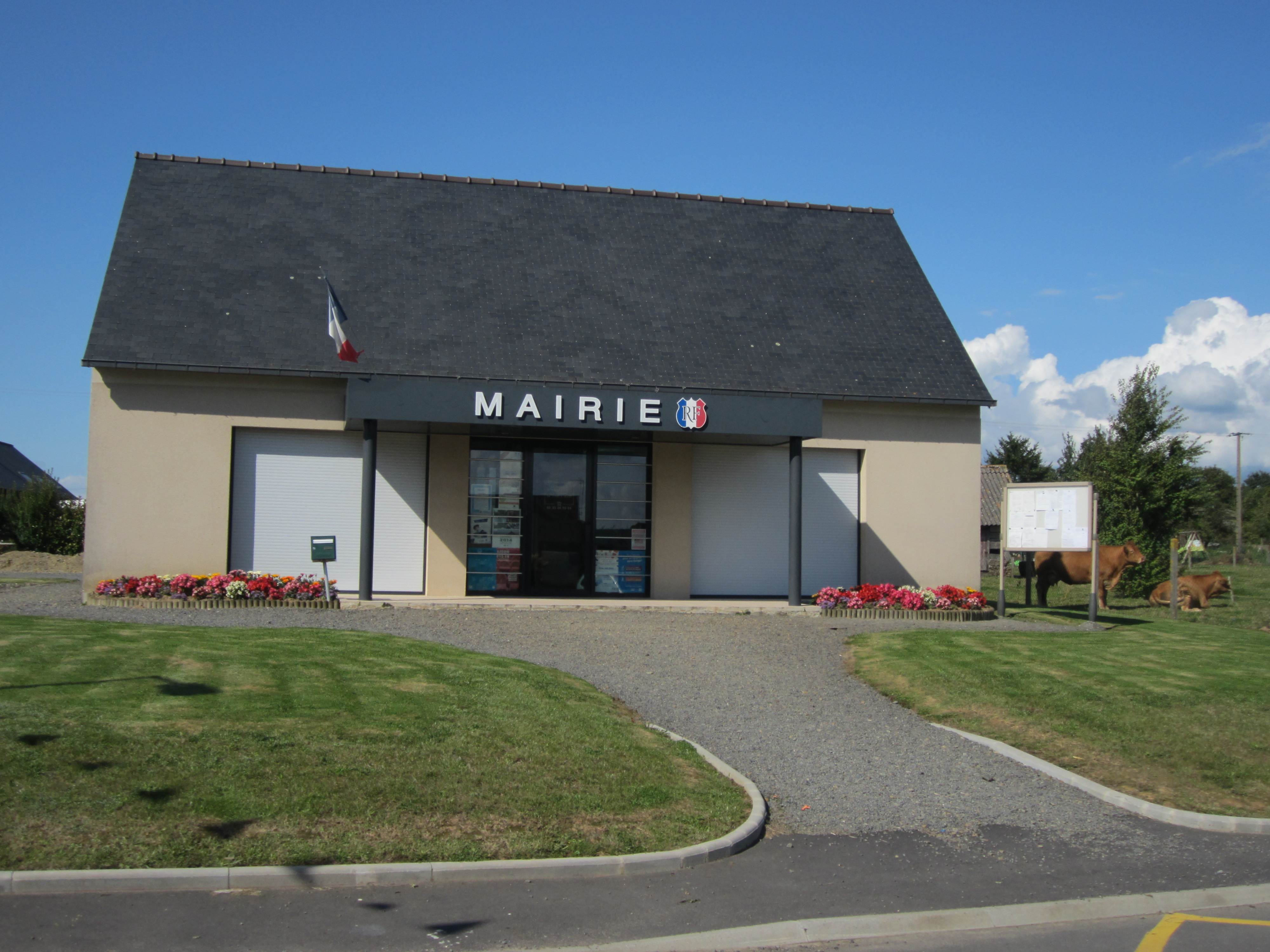
Gemeentehuis
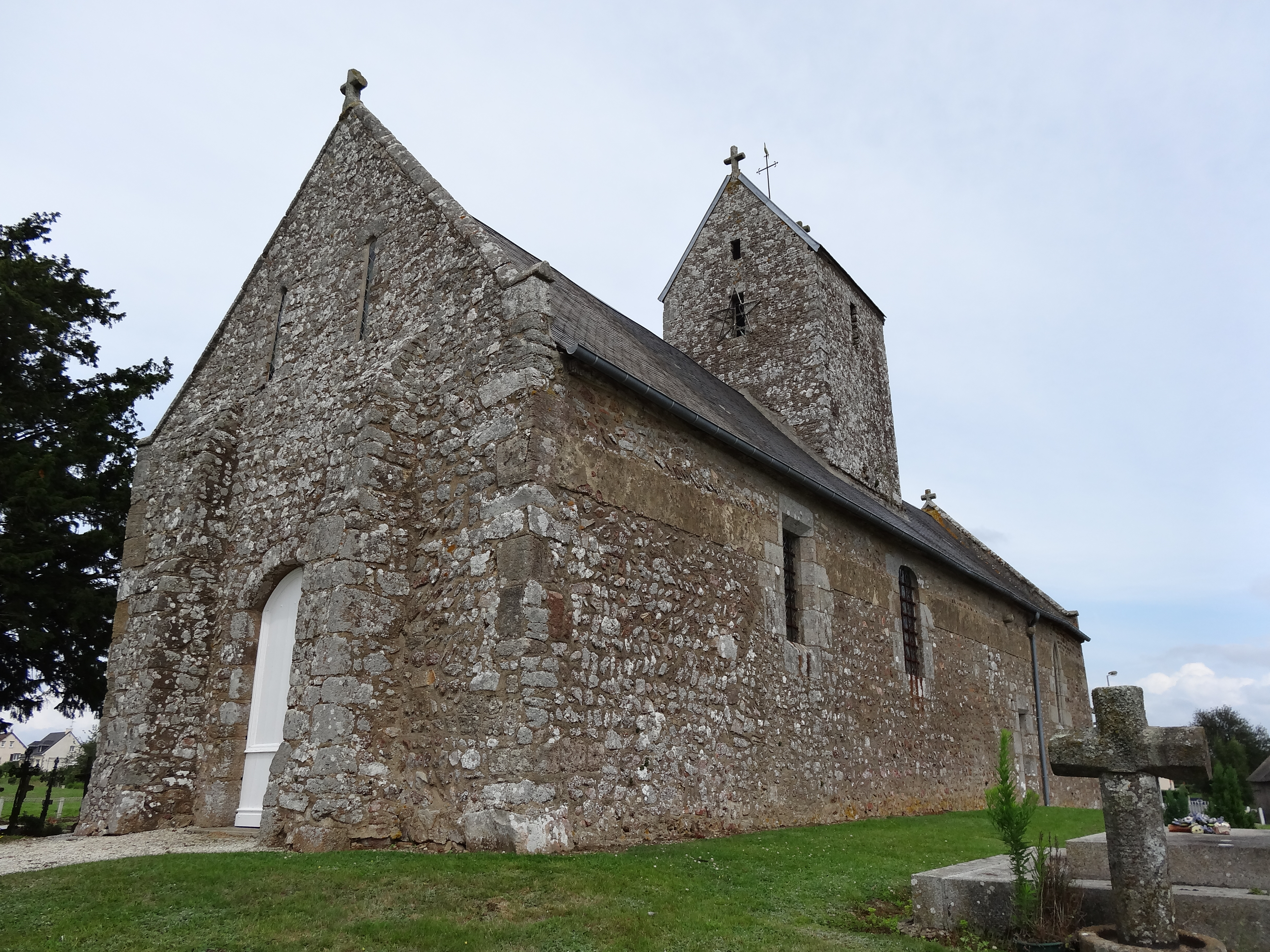
Kerk van La Godefroy
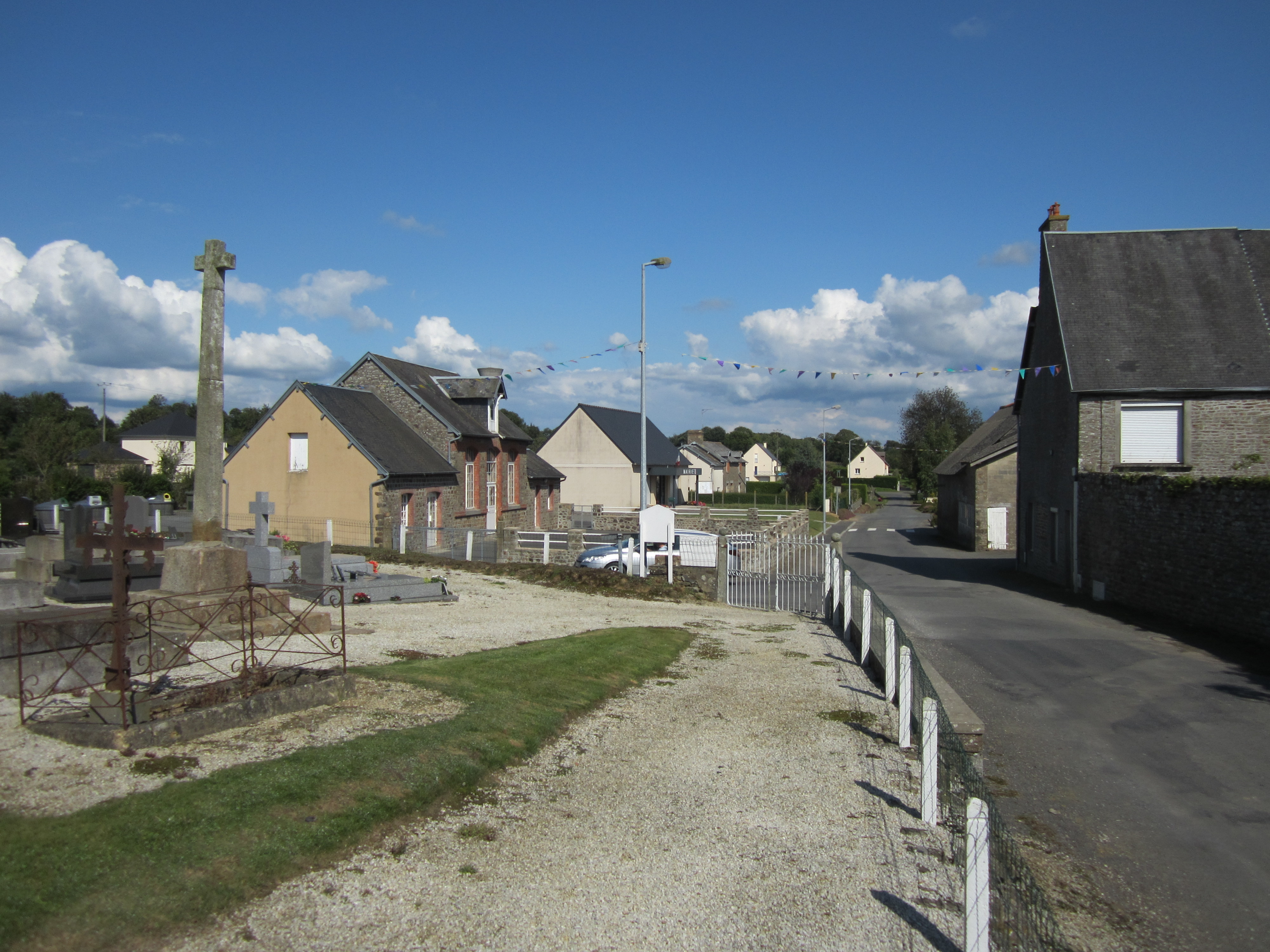
La Godefroy

## Geografie
De oppervlakte van La Godefroy bedraagt 3,7 km², de bevolkingsdichtheid is 41,9 inwoners per km².
De onderstaande kaart toont de ligging van La Godefroy met de belangrijkste infrastructuur en aangrenzende gemeenten.

## Demografie
Onderstaande figuur toont het verloop van het inwonertal (bron: INSEE-tellingen).

1. ↑  Populations de référence 2022.